# Ґаббі Картер
Ейла Джолі Овертон-Еллербі, відома як Ґа́ббі Ка́ртер (англ. Gabbie Carter; нар. 4 серпня 2000, Остін, Техас, США) — колишня американська порноакторка.

## Життєпис
Працювала хостес у різних ресторанах рідного міста. У 2019 році, коли їй було 18, покинула коледж і жила зі своїм колишнім хлопцем. 

### Порноіндустрія
Після кількох місяців анонімних публікацій на Reddit зауважила успіх своїх світлин. У 2019 році відгукнулася на оголошення сайту SexyJobs від агентства талантів Matrix Models і потрапила в порноіндустрію. Перша порносцена з нею (мастурбація) була знята 2 квітня 2019 для сайту FTV Girls. Наступного дня була знята її перша анальна сцена для ExploitedCollegeGirls, а ще через день — сцена тріолізму для цього ж сайту.
Активно знімалася для порностудій: Bang Bros, Brazzers, Deeper, Digital Sin, Naughty America, Reality Kings, Tushy. У червні 2019 року Ґаббі Картер і Софія Люкс були обрані «Heart-On Girls» до церемонії нагородження XRCO Award.
У січні 2020 року обрана канадським порносайтом Twistys як Treat of the Month. У здвоєному випуску журналу Penthouse за січень — лютий 2020 року обрана «Кішечкою місяця» (Pet of the Month) за лютий. У березні знялася для обкладинки і розвороту травневого випуску журналу Hustler.
За даними сайту IAFD на грудень 2019 року, знялася в понад 30 порносценах.

### Поза порноіндустрією
17 листопада 2020 року Овертон-Еллербі написала в Reddit, що вийшла з порноіндустрії.
Після припинення зйомок у порно випробувала кілька інших платформ: під ніком imawful69 публікувала фото в співтоваристві r/gonewild Reddit, знімала контент для платформи Fansoda за підпискою, коротко поділилася ігровими відео на Twitch, розмістила два відео на YouTube у березні 2022.
У  у січні 2022 Овертон-Еллербі оголосила про стосунки з Мейсоном Марквардтом в Instagram. У березні повідомила, що вони втекли та одружилися, підтвердила вихід з порноіндустрії і сказала, що її довгострокова мета – мати сім’ю та ферму. 
У серпні 2023 народила доньку Ейді.

## Нагороди та номінації
| Рік  | Нагорода      | Результат | Категорія | Фільм                 |
| ---- | ------------- | --------- | --- | --------------------- |
| 2019 | Pornhub Award | Номінація | Favorite Newcomer (Fan Award) | Н/Д                   |
| 2019 | Pornhub Award | Номінація | Nicest Tits (Fan Award) | Н/Д                   |
| 2020 | AVN Award     | Номінація | Краща нова старлетка | Н/Д                   |
| 2020 | AVN Award     | Номінація | Краща сцена групового сексу (разом з Алексом Джонсом, Вікі Чейз, Майклом Вегасом, Олівером Девісом, Райлі Рід і Смоллом Гендсом)  | Try Me (з Relentless) |
| 2020 | AVN Award     | Номінація | Краща сцена сексу хлопець / дівчина (разом з Мануелем Феррарою)                                                                   | Sex Machines          |
| 2020 | AVN Award     | Номінація | Fan Award: Hottest Newcomer | Н/Д                   |
| 2020 | AVN Award     | Номінація | Fan Award: Most Spectacular Boobs                                                                                                 | Н/Д                   |
| 2020 | XBIZ Award    | Номінація | Краща нова старлетка | Н/Д                   |
| 2020 | XBIZ Award    | Номінація | Краща сцена сексу — віньєтка (разом з Алексом Джонсом, Вікі Чейз, Майклом Вегасом, Олівером Девісом, Райлі Рід і Смоллом Гендсом) | Relentless            |

## Вибрана фільмографія
- 2019 — Art of Romance 7
- 2019 — Corrupt Schoolgirls 16
- 2019 — daddy's Little Secret
- 2019 — Her 1st Lesbian Anal 3[21]
- 2019 — I Love My sister's Big Tits 10[22]
- 2019 — Large Naturals
- 2019 — My First Hotwife Experience 2[23]
- 2019 — My Sexy Little Sister 7
- 2019 — Naughty Little Sister 4
- 2019 — Sex Machines
- 2019 — that's Teen Spirit 4